# Thập niên 230 TCN
Thập niên 230 TCN hay thập kỷ 230 TCN chỉ đến những năm từ 230 TCN đến 239 TCN.